# Califon
Califon és una població dels Estats Units a l'estat de Nova Jersey. Segons el cens del 2008 tenia 1.029 habitants.

## Demografia
Segons el cens del 2000, Califon tenia 1.055 habitants, 401 habitatges, i 301 famílies. La densitat de població era de 419,9 habitants/km².
Dels 401 habitatges en un 36,7% hi vivien nens de menys de 18 anys, en un 68,8% hi vivien parelles casades, en un 4,5% dones solteres, i en un 24,7% no eren unitats familiars. En el 21,2% dels habitatges hi vivien persones soles el 8,7% de les quals corresponia a persones de 65 anys o més que vivien soles. El nombre mitjà de persones vivint en cada habitatge era de 2,63 i el nombre mitjà de persones que vivien en cada família era de 3,11.
Per edats la població es repartia de la següent manera: un 26,8% tenia menys de 18 anys, un 4,1% entre 18 i 24, un 30,6% entre 25 i 44, un 27,9% de 45 a 60 i un 10,6% 65 anys o més.
L'edat mediana era de 39 anys. Per cada 100 dones de 18 o més anys hi havia 90,1 homes.
La renda mediana per habitatge era de 76.657 $ i la renda mediana per família de 85.963 $. Els homes tenien una renda mediana de 59.167 $ mentre que les dones 41.125 $. La renda per capita de la població era de 31.064 $. Aproximadament el 3,3% de les famílies i el 4,3% de la població estaven per davall del llindar de pobresa.

## Poblacions més properes
El següent diagrama mostra les poblacions més properes.